# ラムのラブソング
「ラムのラブソング」は、日本の歌手・松谷祐子の1作目のシングル。

## 概要
- 松谷祐子のメジャーデビューシングル。
- JASRACでは正題が「うる星やつらのテーマ」と登録されているため、一部のCD作品や媒体ではこちらで表記されている。
- A面曲はテレビアニメ『うる星やつら』のオープニングテーマ、B面曲は同作のエンディングテーマに起用された。
- レコード売上は1982年3月末日段階で約12万枚であった[2]。
- 「ラムのラブソング」は着メロとしても人気が高く、浜崎あゆみが着メロに使用していたことで知られる[3]。また、着メロランキングのベスト100に2004年と2005年にランクインしている[3]。
- 1986年稼働のアーケードゲーム『モモコ120%』のBGMに「ラムのラブソング」が使用されている[4]。

## 収録曲
| 全作詞: 伊藤アキラ、全作曲・編曲: 小林泉美。 |                      |            |            |      |
| #                                            | タイトル             | 作詞       | 作曲・編曲 | 時間 |
| A面.                                         | 「ラムのラブソング」 | 伊藤アキラ | 小林泉美   | 2:40 |
| B面.                                         | 「宇宙は大ヘンだ!」  | 伊藤アキラ | 小林泉美   | 3:25 |
| 合計時間:                                    | 合計時間:            | 6:05       |            |      |

### 解説
1. ラムのラブソング
テレビアニメ『うる星やつら』のために書き下ろされた楽曲で、当時キティ・フィルムの社長だった多賀英典が直感で小林泉美を推薦し、それに承諾した小林が約10分で制作した。1981年初夏に制作されたデモ音源を基に歌詞やアレンジを検討してレコーディングが行われたが、上述のテレビアニメの劇伴を手掛けた安西史孝はこの音源について「当時のアニメのテーマ曲は、登場人物の名前やシチュエーションが必ず入っているのが常だったから、ディレクターに渡された際に大丈夫なのか確認を取った」と語っている[5]。しかし、実際は小林が書いた音源に手直しを要求されることもなく書いたままになっており、多賀にはシンコペーションが多く16ビートが難しいと揶揄された程度だという[6]。
2018年には安西のSNS『nana』で、この楽曲の小林が制作したデモ音源が公開された[5]。
2. 宇宙は大ヘンだ!
この楽曲もA面曲と同じくテレビアニメ『うる星やつら』のために書き下ろされた楽曲[6]。デモ音源はピアノと、小林が当時アメリカから購入したドラムマシン『LinnDrum』の音だけで制作され、これを基にレコーディングスタジオで歌入りデモ音源を制作し、アレンジを検討したという[7]。
2019年には安西のSNS『nana』にてこの楽曲の小林が制作したデモ音源が公開された[7]。

## タイアップ
- フジテレビ系列テレビアニメ『うる星やつら』初代オープニングテーマ (#1)
- OVA『うる星やつら8th ヤギさんとチーズ』オープニングテーマ (#1)
- ハドソン社製PCエンジン専用ゲームソフト『うる星やつら STAY WITH YOU』オープニングテーマ (#1)
- フジテレビ系列テレビアニメ『うる星やつら』初代エンディングテーマ (#2)
- OVA『うる星やつら8th ヤギさんとチーズ』エンディングテーマ (#2)
- OVA『うる星やつら10th 乙女ばしかの恐怖』エンディングテーマ (#2)

## 収録アルバム
- うる星やつらSONG BOOK
- うる星やつらMUSIC CAPSULE（音楽編）
- うる星やつら TVテーマソングベスト

## 山本梓によるカバー
「あず☆トラ〜うる星やつら ラムのラブソング〜」（あず・トラ・うるせいやつら・ラムのラブソング）は、日本のタレント・山本梓の1作目のシングル。

### 概要
- 山本梓のインディーズデビュー作品[8][9]。
- DVDが同梱されており、表題曲のビデオクリップとメイキング映像が収録された[9]。

### 収録曲
| 全作詞: 伊藤アキラ、全作曲: 小林泉美。 |                                 |            |            |
| #                                      | タイトル                        | 作詞       | 作曲・編曲 |
| 1.                                     | 「ラムのラブソング」            | 伊藤アキラ | 小林泉美   |
| 2.                                     | 「宇宙は大ヘンだ!」             | 伊藤アキラ | 小林泉美   |
| 3.                                     | 「ラムのラブソング (カラオケ)」 | 伊藤アキラ | 小林泉美   |
| 4.                                     | 「宇宙は大ヘンだ! (カラオケ)」  | 伊藤アキラ | 小林泉美   |

#### 解説
1. ラムのラブソング
松谷祐子の同名曲をトランス調にカバーした楽曲[9]。
ビデオクリップは、虎柄のビキニを着用して撮影された[8]。
2. 宇宙は大ヘンだ!
3. ラムのラブソング (カラオケ)
表題曲のカラオケバージョン。
4. 宇宙は大ヘンだ! (カラオケ)
カップリング曲のカラオケバージョン。

## misonoによるカバー
「うる星やつらのテーマ 〜ラムのラブソング〜/「ミィ」」（うるせいやつらのテーマ・ラムのラブソング/ミィ）は、日本の歌手・misonoの14作目のシングル。

### 概要
- 前作「end=START/終点〜君の腕の中〜」から約3か月ぶりとなるシングル作品。3作連続での両A面シングルで、アルバム『misonoカバALBUM』と同時発売された[10][11]。
- 表題1曲目はフジテレビ系列『志村屋です。』のエンディングテーマに起用された。フジテレビ系列のタイアップを手掛けるのは「?cm」以来2作ぶりとなった。
- ジャケットの異なるCD+DVD規格とCD規格の2形態で発売され、DVDには表題1曲目と『misonoカバALBUM』の1曲目「misonoと歌おう! アニメドレーI」のミュージック・ビデオが収録された。また、初回仕様の特典として全4種類からなるトレーディングカードがランダムで1枚同梱された[10][11]。

### 収録曲
| #         | タイトル                                                     | 作詞       | 作曲      | 編曲      | 時間  |
| --------- | ------------------------------------------------------------ | ---------- | --------- | --------- | ----- |
| 1.        | 「うる星やつらのテーマ 〜ラムのラブソング〜」                | 伊藤アキラ | 小林泉美  | 西川進    | 3:00  |
| 2.        | 「「ミィ」」                                                 | misono     | misono    | 藤田顕    | 4:06  |
| 3.        | 「うる星やつらのテーマ 〜ラムのラブソング〜 (instrumental)」 |            | 小林泉美  | 西川進    | 3:00  |
| 4.        | 「「ミィ」 (instrumental)」                                  |            | misono    | 藤田顕    | 4:01  |
| 合計時間: | 合計時間:                                                    | 合計時間:  | 合計時間: | 合計時間: | 14:07 |

#### 解説
1. うる星やつらのテーマ 〜ラムのラブソング〜
松谷祐子の同名曲のリアレンジカバー楽曲[10][11]。
2. 「ミィ」
3. うる星やつらのテーマ 〜ラムのラブソング〜 (instrumental)
表題1曲目のインストゥルメンタルバージョン。
4. 「ミィ」 (instrumental)
表題2曲目のインストゥルメンタルバージョン。

### 参加ミュージシャン
- misono：Vocal (#1,2)

support musician
- 西川進：Guitar (#1,3)
- 藤田顕：Guitar (#2,4)
- 小島剛広：Bass (#1,3)
- 石井悠也：Drums (#1,3)
- 中山信彦：Manipulator (#1,3)

### タイアップ
- フジテレビ系列バラエティ番組『志村屋です。』2009年10月度エンディングテーマ (#1)

### 収録アルバム
- misonoカバALBUM (#1)
- Me (#2 Me Ver.)

## その他のカバー
| 発売日         | 作品タイトル                                     | 作品アーティスト名                 | 楽曲アーティスト名・楽曲タイトル                                        |
| -------------- | ------------------------------------------------ | ---------------------------------- | ----------------------------------------------------------------------- |
| 1985年9月21日  | FUMIのラブソング                                 | 平野文                             | 平野文「ラムのラブソング」                                              |
| 2008年1月16日  | 僕らのアニソン!〜ロックでトリビュート〜          | オムニバス                         | DOMINO88「ラムのラブソング」                                            |
| 2009年6月24日  | アニパンク新録音盤:序                            | アニパンク                         | アニパンク「ラムのラブソング (feat.掟ポルシェ」                         |
| 2009年7月29日  | アニソマニア 15 ANIMATION SONGS ROCK COVERS!     | オムニバス                         | DOMINO88「ラムのラブソング」                                            |
| 2010年2月10日  | キラキラ♡魔女ッ娘♡CLUV                           | オムニバス                         | 加護亜依×Mr.Hardgroove「ラムのラブソング」                              |
| 2010年2月24日  | sings her LEGENDS                                | 島本須美                           | 島本須美「ラムのラブソング」                                            |
| 2010年7月21日  | アニメンティーヌ〜ボッサ・ドゥ・アニメ〜         | クレモンティーヌ                   | クレモンティーヌ「ラムのラブソング」                                    |
| 2010年12月22日 | アニメイティーズ -Anime Hits in 80's Disco Style | オムニバス                         | うさ「ラムのラブソング」                                                |
| 2012年7月25日  | 3D-PIANO ANIME Theater!                          | H ZETT M×紅い流星×まらしぃ         | H ZETT M×紅い流星×まらしぃ「ラムのラブソング」                          |
| 2012年12月12日 | LIPSTICK/ラムのラブソング                        | ORANGE CARAMEL                     | ORANGE CARAMEL「ラムのラブソング」                                      |
| 2013年4月17日  | NEW STANDARD                                     | Azumi                              | Azumi「うる星やつらのテーマ 〜ラムのラブソング〜 feat.元晴&ダブゾンビ」 |
| 2013年12月11日 | Ska Flavor loves アニソン！                      | 美吉田 月                          | ラムのラブソング                                                        |
| 2014年11月19日 | プラチナ・ジャズ・アニメ・ヒッツ・セッションズ   | Rasmus Faber presents Platina Jazz | Rasmus Faber presents Platina Jazz「ラムのラブソング」                  |
| 2014年11月12日 | PEACE MAKER                                      | AKAKAGE                            | AKAKAGE「Lum's Love Song」                                              |
| 2016年8月24日  | Anison Piano2                                    | まらしぃ                           | まらしぃ「うる星やつらのテーマ」                                        |
| 2017年5月17日  | ヒメサマスピリッツ                               | 魔法少女になり隊                   | 魔法少女になり隊「ラムのラブソング」                                    |
| 2020年2月14日  | ラムのラブソング                                 | ロイ-RöE-                          | ロイ-RöE-「ラムのラブソング」                                           |
| 2021年11月17日 | ラムのラブソング（Reboot）/万物流転              | 小林泉美                           | 小林泉美「ラムのラブソング（Reboot）」                                  |
| 2021年12月8日  | ラムのラブソング（Reboot）Mimix EP.1             | 小林泉美                           | 小林泉美「ラムのラブソング（Reboot/Kennmochi Hidefumi Remix）」         |
| 2021年12月8日  | ラムのラブソング（Reboot）Mimix EP.1             | 小林泉美                           | 小林泉美「ラムのラブソング（Reboot/3asic Remix）」                      |
| 2021年12月8日  | ラムのラブソング（Reboot）Mimix EP.1             | 小林泉美                           | 小林泉美「ラムのラブソング（Reboot/Limited Toss Remix）」               |
| 2022年1月12日  | ラムのラブソング（Reboot）Mimix EP.2             | 小林泉美                           | 小林泉美「ラムのラブソング（Reboot/tofubeats Remix）」                  |
| 2022年1月12日  | ラムのラブソング（Reboot）Mimix EP.2             | 小林泉美                           | 小林泉美「ラムのラブソング（Reboot/SKYTOPIA Remix）」                   |
| 2022年1月12日  | ラムのラブソング（Reboot）Mimix EP.2             | 小林泉美                           | 小林泉美「ラムのラブソング（Reboot/T.won Remix）」                      |
| 2022年1月26日  | ラムのラブソング（Reboot）Mimix EP.3             | 小林泉美                           | 小林泉美「ラムのラブソング（Reboot/Gus Bonito Remix）」                 |
| 2022年1月26日  | ラムのラブソング（Reboot）Mimix EP.3             | 小林泉美                           | 小林泉美「ラムのラブソング（Reboot/サイモンガー・モバイル Remix）」     |
| 2022年1月26日  | ラムのラブソング（Reboot）Mimix EP.3             | 小林泉美                           | 小林泉美「ラムのラブソング（Reboot/安西史孝 Remix）」                   |
| 2023年3月15日  | うる星やつら DVD BOX 1                           | アニメーション                     | ラム（CV.上坂すみれ）「ラムのラブソング」                               |
| 2023年3月15日  | うる星やつら Blu-ray Disc BOX 1                  | アニメーション                     | ラム（CV.上坂すみれ）「ラムのラブソング」                               |
| 2023年5月31日  | 2nd Album「Pastel à la mode」                    | Pastel＊Palettes                   | ラムのラブソング (Cover)                                                |
| 2024年5月22日  | SPEED MUSIC ソクド ノ オンガク Vol.8             | H ZETTRIO                          | H ZETTRIO「うる星やつらのテーマ(ラムのラブソング)」                     |